# Leichtathletik-Europameisterschaften 1958/Kugelstoßen der Männer

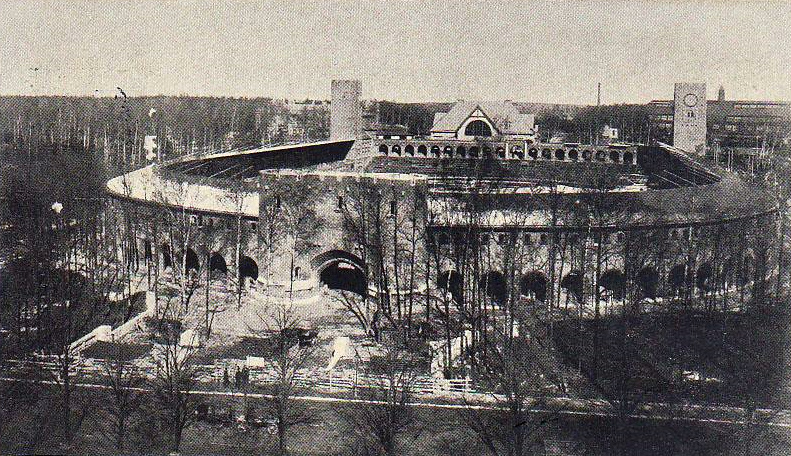
Ansichtskarte des Stockholmer Olympiastadions aus dem Jahr 1912

Das Kugelstoßen der Männer bei den Leichtathletik-Europameisterschaften 1958 wurde am 21. und 23. August 1958 im Stockholmer Olympiastadion ausgetragen.
Europameister wurde der Brite Arthur Rowe. Er gewann vor Wiktor Lipsnis aus der Sowjetunion. Bronze ging an den Titelverteidiger, Europarekordler und Olympiadritten von 1956 Jíři Skobla aus der Tschechoslowakei.

## Rekorde

### Bestehende Rekorde
| Weltrekord   | 19,25 m | Parry O’Brien | Los Angeles, USA                          | 1. November 1956 |
| Europarekord | 18,01 m | Jiří Skobla   | Prag, Tschechoslowakei (heute Tschechien) | 25. August 1957  |
| EM-Rekord    | 17,20 m | Jiří Skobla   | EM Bern, Schweiz                          | 27. August 1954  |

### Rekordverbesserungen
Der britische Europameister Arthur Rowe verbesserte den Meisterschaftsrekord im Finale am 23. August um 58 Zentimeter auf 17,78 m. Damit stellte er gleichzeitig einen neuen Landesrekord auf. Zum Europarekord fehlten ihm 23 Zentimeter, zum Weltrekord 1,47 Meter.

## Legende
Kurze Übersicht zur Bedeutung der Symbolik – so üblicherweise auch in sonstigen Veröffentlichungen verwendet:
| – | verzichtet |
| x | ungültig   |

## Qualifikation
21. August 1958, 11.15 Uhr
Die achtzehn Teilnehmer traten zu einer gemeinsamen Qualifikationsrunde an. Die Qualifikationsweite für den direkten Finaleinzug betrug 15,20 m. Siebzehn Athleten erreichten diese Weite und waren damit im Finale dabei (hellblau unterlegt). Nur ein einziger Sportler schied aus. Wie in fast allen Sprung- und Wurfdisziplinen stellt sich die Frage, weshalb unter diesen Umständen, bei der sich allzu viele Athleten für das Finale qualifizierten, überhaupt Qualifikationen durchgeführt wurden.
| Platz | Name                   | Nation           | 1. Versuch (m)              | 2. Versuch (m)              | 3. Versuch (m)              | Bestweite (m) |
| 1     | Hermann Lingnau        | Deutschland      | 17,00                       | –                           | –                           | 17,00         |
| 2     | Alfred Sosgórnik       | Polen            | 16,79                       | –                           | –                           | 16,79         |
| 3     | Wiktor Lipsnis         | Sowjetunion      | 16,76                       | –                           | –                           | 16,76         |
| 4     | Wladimir Loschtschilow | Sowjetunion      | 16,75                       | –                           | –                           | 16,75         |
| 5     | Jíři Skobla            | Tschechoslowakei | 16,75                       | –                           | –                           | 16,75         |
| 6     | Silvano Meconi         | Italien          | 16,07                       | –                           | –                           | 16,07         |
| 7     | Arthur Rowe            | Großbritannien   | 16,04                       | –                           | –                           | 16,04         |
| 8     | Vilmos Varjú           | Ungarn           | 15,95                       | –                           | –                           | 15,95         |
| 9     | Georgios Tsakanikas    | Griechenland     | ?                           | 15,91                       | –                           | 15,91         |
| 10    | Dietrich Urbach        | Deutschland      | 15,89                       | –                           | –                           | 15,89         |
| 11    | Joel Eklund            | Schweden         | 15,76                       | –                           | –                           | 15,76         |
| 12    | Martyn Lucking         | Großbritannien   | 15,74                       | –                           | –                           | 15,74         |
| 13    | Todor Artarski         | Bulgarien        | 15,61                       | –                           | –                           | 15,61         |
| 14    | Jaroslav Plíhal        | Tschechoslowakei | 15,60                       | –                           | –                           | 15,60         |
| 15    | Gunnar Huseby          | Island           | 15,50                       | –                           | –                           | 15,50         |
| 16    | Aksel Thorsager        | Dänemark         | ?                           | 15,45                       | –                           | 15,45         |
| 17    | Eugeniusz Kwiatkowski  | Polen            | 15,32                       | –                           | –                           | 15,32         |
| 18    | Mario Monti            | Italien          | Versuchsserie nicht bekannt | Versuchsserie nicht bekannt | Versuchsserie nicht bekannt | 14,53         |

## Finale

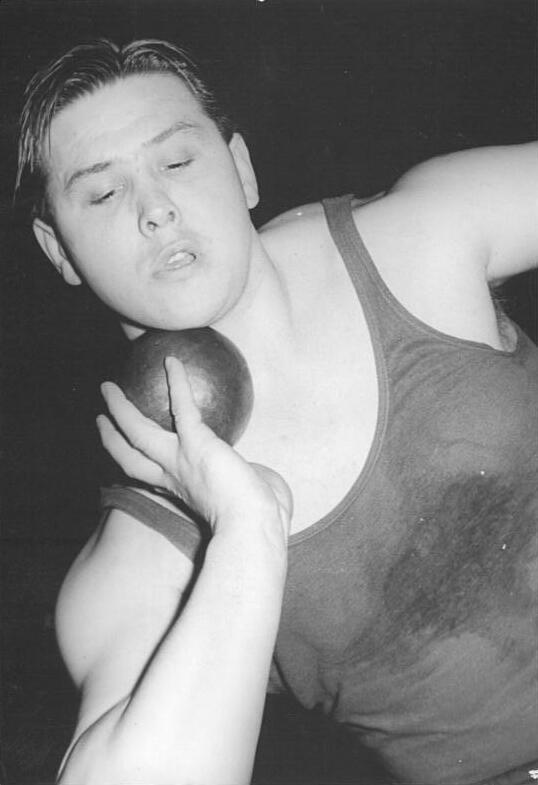
Der Europarekordler und Titelverteidiger Jíři Skobla gewann die Bronzemedaille

23. August 1958, 17.00 Uhr
| Platz | Name                   | Nation           | Weite (m)   |
| ----- | ---------------------- | ---------------- | ----------- |
| 1     | Arthur Rowe            | Großbritannien   | 17,78 CR/NR |
| 2     | Wiktor Lipsnis         | Sowjetunion      | 17,47       |
| 3     | Jíři Skobla            | Tschechoslowakei | 17,12       |
| 4     | Hermann Lingnau        | Deutschland      | 17,07       |
| 5     | Silvano Meconi         | Italien          | 16,98       |
| 6     | Wladimir Loschtschilow | Sowjetunion      | 16,96       |
| 7     | Vilmos Varjú           | Ungarn           | 16,77       |
| 8     | Alfred Sosgórnik       | Polen            | 16,65       |
| 9     | Dietrich Urbach        | Deutschland      | 16,65       |
| 10    | Todor Artarski         | Bulgarien        | 16,48       |
| 11    | Eugeniusz Kwiatkowski  | Polen            | 16,33       |
| 12    | Jaroslav Plíhal        | Tschechoslowakei | 16,26       |
| 13    | Joel Eklund            | Schweden         | 16,20       |
| 14    | Martyn Lucking         | Großbritannien   | 16,02       |
| 15    | Aksel Thorsager        | Dänemark         | 15,88       |
| 16    | Georgios Tsakanikas    | Griechenland     | 15,73       |
| 17    | Gunnar Huseby          | Island           | 15,62       |